# Nagazhir
Nagazhir (azerbajdzjanska: Nəhəcir) är en ort i Azerbajdzjan.   Den ligger i distriktet Nachitjevan, i den sydvästra delen av landet, 400 km väster om huvudstaden Baku. Nagazhir ligger 1 268 meter över havet och antalet invånare är 507.
Terrängen runt Nagazhir är kuperad. Närmaste större samhälle är Nachitjevan, 18,2 km väster om Nagazhir. 
Trakten runt Nagazhir består i huvudsak av gräsmarker. Runt Nagazhir är det ganska glesbefolkat, med 23 invånare per kvadratkilometer.